# Scano di Montiferro
Scano di Montiferro is een gemeente in de Italiaanse provincie Oristano (regio Sardinië) en telt 1690 inwoners (31-12-2004). De oppervlakte bedraagt 60,5 km², de bevolkingsdichtheid is 28 inwoners per km².

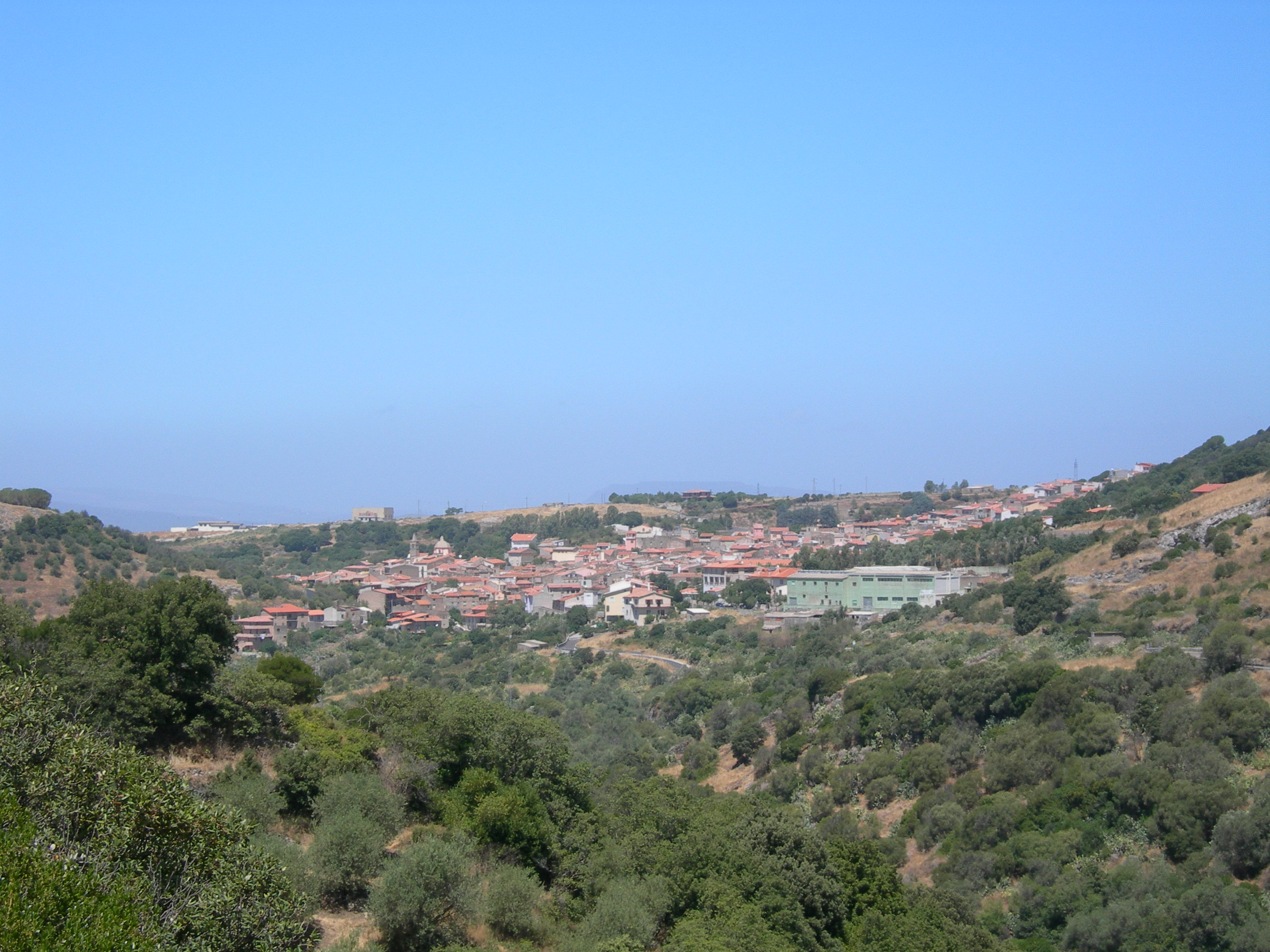
Scano di Montiferro
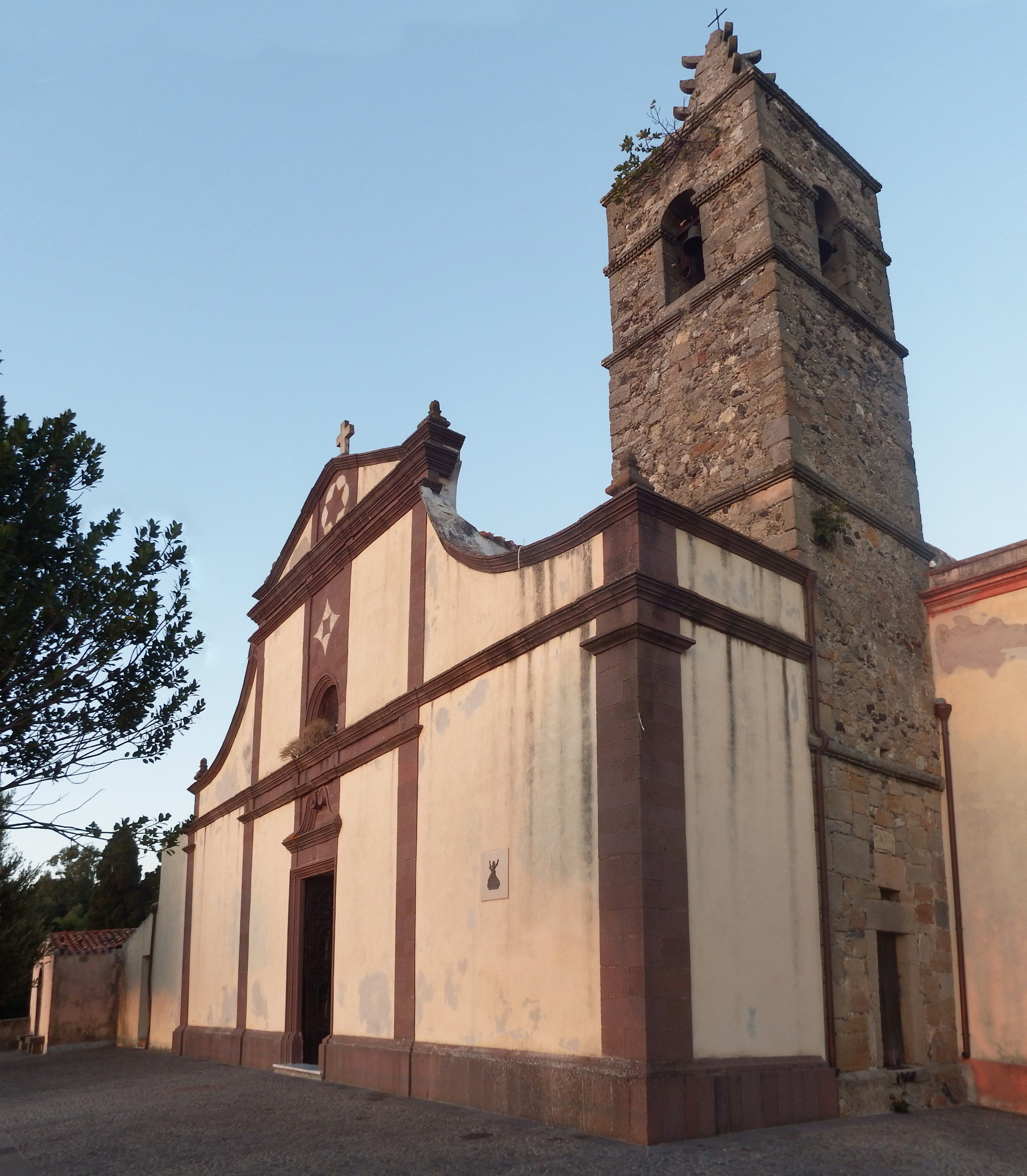
Kerk van San Pietro

## Demografie
Scano di Montiferro telt ongeveer 668 huishoudens. Het aantal inwoners daalde in de periode 1991-2001 met 9,8% volgens cijfers uit de tienjaarlijkse volkstellingen van ISTAT.
| Jaar | Inwoneraantal |
| ---- | ------------- |
| 1991 | 1912          |
| 2001 | 1725          |

## Geografie
De gemeente ligt op ongeveer 380 m boven zeeniveau.
Scano di Montiferro grenst aan de volgende gemeenten: Borore (NU), Cuglieri, Flussio (NU), Macomer (NU), Sagama (NU), Santu Lussurgiu, Sennariolo, Sindia (NU).